# Georg Euler
Georg Euler (23 dicembre 1905 – 14 luglio 1993 o 1998) è stato un calciatore tedesco, di ruolo attaccante.